# Acantheis oreus
Acantheis oreus är en spindelart som först beskrevs av Simon 1901.  Acantheis oreus ingår i släktet Acantheis och familjen Ctenidae. Inga underarter finns listade i Catalogue of Life.